# Volare Airlines (Italië)

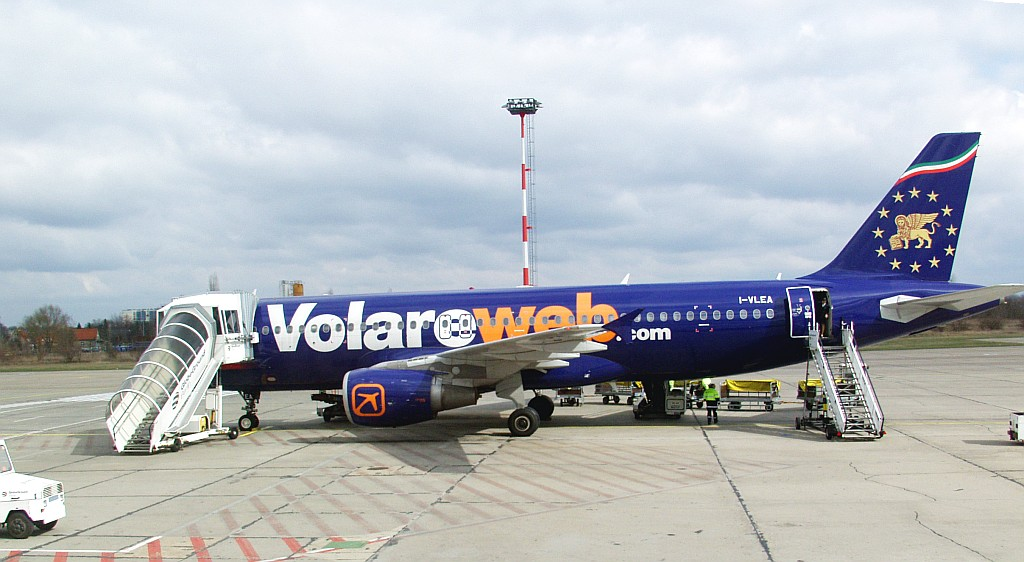
Airbus A320 van Volareweb.com op Berlijn-Schönefeld

Volare Airlines, ook bekend onder het merk volareweb.com, was een low-cost luchtvaartmaatschappij uit Italië.

## Geschiedenis
Volare Airlines was opgericht in 1997 door Gino Zoccai met hulp van Royal Jordanian Airlines. In 1998 nam Swissair een aandeel van 34%. In 2000 fuseerde de maatschappij met Air Europe in de Volare Groep. Hieruit werd de low-cost maatschappij Volareweb opgericht terwijl Air Europa de langeafstandsvluchten uitvoerde. In 2003 nam de Argentijnse Southern Winds een aandeel van 30%. In januari 2009 werd Volare failliet verklaard en nam Alitalia het hele bedrijf over.
In goede tijden vloog Volare routes op Spanje, Duitsland, Frankrijk, België, Tsjechië, Slowakije en Roemenië. Volare ging ten onder in november 2004 en vroeg faillissement aan. Na een doorstart vliegt zij nationale routes. In 2007 startte het bedrijf nieuwe routes naar Rotterdam en Maastricht, maar reeds begin 2008 werden deze wegens tegenvallende resultaten en de aanstaande invoering van de vliegtaks in Nederland weer geschrapt.
Volare's dochtermaatschappij Air Europe bleef actief op internationale routes tot begin 2009.